# Маркушовце
Маркушовце (слч. Markušovce) насељено је мјесто са административним статусом сеоске општине (слч. obec) у округу Спишка Нова Вес, у Кошичком крају, Словачка Република.

## Становништво
| Година:    | 1994. | 2004.    | 2014.    | 2024.    |
| ---------- | ----- | -------- | -------- | -------- |
| Број људи: | 2835  | 3533     | 4252     | 4843     |
| Разлика:   |       | +24,62 % | +20,35 % | +13,89 % |

| Година:    | 2023. | 2024.   |
| ---------- | ----- | ------- |
| Број људи: | 4796  | 4843    |
| Разлика:   |       | +0,97 % |

Према подацима о броју становника из 2011. године насеље је имало 4.023 становника.